# Chongzhen
Chongzhen (en chino tradicional, 崇禎帝; en chino simplificado, 崇祯帝; pinyin, Chóngzhēn Dì; 6 de febrero de 1611-25 de abril de 1644), de nombre personal Zhu Youjian (en chino tradicional y simplificado, 朱由檢; pinyin, Zhū Yóujiǎn), fue el decimosexto y último emperador de la dinastía Ming, gobernando entre 1627 y 1644. El nombre de era "Chongzhen" significa honorable y auspicioso.

## Biografía
Creció en un ambiente relativamente tranquilo, al ser el hijo más joven del emperador Taichang, no era un candidato a disputar la lucha por el poder. En cambio, su medio hermano mayor Tianqi, sí lo había soportado. Los hijos de Tianqui murieron en la infancia, y al fallecer el propio Tianqui a los 22 años, Chongzhen lo sucedió en el trono a la edad de 17 años. Cambió su anterior nombre de Zhu Yujian por el de Chongzhen, y eliminó al eunuco Wei Zhongxian. A diferencia de su hermano Tianqi, trató de gobernar a solas e hizo todo lo posible para salvar la dinastía.
Durante su mandato, el 22 de octubre de 1633 se produjo la Victoria de la armada china, dirigida por  Zheng Zhilong, sobre la flota de galeones de la Compañía Holandesa de las Indias Orientales y piratas aliados, en la Batalla de la bahía de Liaoluo, una de las más importantes batallas navales del siglo XVII. 
En las décadas 1630 y 1640, la dinastía Ming se estaba marchitando rápidamente. Los alzamientos populares continuos estallaron por todo el país y los ataques intensificados de los manchúes agravaron la situación más aún. En abril de 1644, el ejército popular dirigido por el rebelde Li Zicheng, se abrió paso a través de las defensas Ming y finalmente sitió Pekín. Chongzhen reunió a toda su familia imperial y les ordenó que se suicidaran (menos a sus hijos). Desesperados y temerosos, muchos lo hicieron, incluyendo la emperatriz que se ahorcó. Finalmente, después de múltiples arrebatos de rabia e impotencia, Chongzhen se ahorcó entre lamentos, sin poderse explicar cómo sus súbditos podían abandonarle en una situación tan adversa. De esta forma, puso fin a la dinastía de los Ming. 
En cuanto a su legado personal, muchas son las fuentes que nos hablan de su vida cotidiana llena de paranoias y sospechas infundadas. Se le ha juzgado de tener una mente estrecha, de ser impulsivo, de no plantearse con demasiada serenidad los criterios y de ser propenso a la continua sospecha de todo aquel que le rodeaba. Aunque la dinastía Ming había estado en decadencia durante muchos años atrás, sin duda fue él quien vivió en primera fila la desagradable escena de su desintegración.
- Datos: Q10069
- Multimedia: Chongzhen Emperor / Q10069

| Predecesor: Tianqi | Emperador de la dinastía Ming 1627-1644 | Sucesor: Hongguang         |
| Predecesor: Tianqi | Emperador de China 1627-1644            | Sucesor: Emperador Shunzhi |